# Uromyces tylosemae
Uromyces tylosemae är en svampart som beskrevs av Gjaerum 1990. Uromyces tylosemae ingår i släktet Uromyces och familjen Pucciniaceae.   Inga underarter finns listade i Catalogue of Life.